# Ісмаель Бангура
Ісмае́ль Бангура́ (нар. 2 січня 1985, Конакрі, Гвінея) — гвінейський футболіст, нападник.
Виступав, зокрема, за клуби «Динамо» (Київ) та «Нант», а також національну збірну Гвінеї.
Дворазовий чемпіон України. Володар Кубка України. Володар Суперкубка України.

## Клубна кар'єра

### Початок кар'єри
Свою кар'єру він почав в напівпрофесіональному юнацькому футбольному клубі «Атлетіко Колеа». Ще у 2003, 18-літнього Ісмаеля помітили селекціонери французького «Газелека» з Аяччо та підписали з юним гравцем контракт. За 2 сезони в складі «Газелека», Бангура провів 44 матчі в 2 дивізіоні французького футболу, та 15 раз відправляв м'ячі в ворота суперників. Також він провів 9 ігор за свій клуб у Кубку Франції, та 7 раз змусив капітулювати воротарів команд-суперниць.
У 2005 році Бангура перейшов до клубу елітного французького дивізіону — «Ле Ман». У своєму дебютному матчі в Лізі 1, Ісмаель вразив ворота «Марселя». За 2 сезони в складі «Ле Мана» він зіграв 56 матчів та забив 18 голів.

### «Динамо» Київ
5 липня 2007 року Ісмаель Бангура підписав свій п'ятирічний контракт із флагманом українського футболу — київським «Динамо». Він провів блискучу першу половину сезону в складі киян, провівши 14 голів у 22 матчах (в чемпіонаті України: 9 голів). Бангура був визнаний найкращим футболістом першого кола Чемпіонату України 2007/2008, а також зайняв 6 місце в премії «Найкращий форвард Африки-2007», поступившись тільки Дроґба, Ньянгу, Адебайору, Ето'о, Уче.

### Франція і Саудівська Аравія
2 липня 2009 року перейшов до французького «Ренна» за 11 млн євро. Перший матч сезону 2009/10 провів 8 серпня 2009 року проти команди «Булонь». На 7-й хвилині зустрічі Бангура забив свій перший гол за «Ренн», який став першим голом команди в сезоні.
Згодом з 2010 по 2011 рік грав у складі команди «Аль-Наср» (Дубай).
31 січня 2012 гравець підписав контракт з французьким клубом «Нант» терміном до 30 червня 2014 року. 10 вересня 2012 гравець перейшов в катарський клуб «Умм-Салаль» на правах оренди до кінця сезону 2012/13 з можливим правом викупу.
У січні 2016 року став гравцем саудівського клубу «Аль-Раїд».
Протягом 2019—2021 років захищав кольори клубів «Аль-Батін», «Мюлуз» та «Ат-Тараджі».

## Виступи за збірну
2006 року дебютував в офіційних матчах у складі національної збірної Гвінеї.
У складі збірної був учасником Кубка африканських націй 2006 року в Єгипті, Кубка африканських націй 2008 року у Гані, Кубка африканських націй 2012 року у Габоні та Екваторіальній Гвінеї.